# Sameslöjdstiftelsen Sámi Duodji

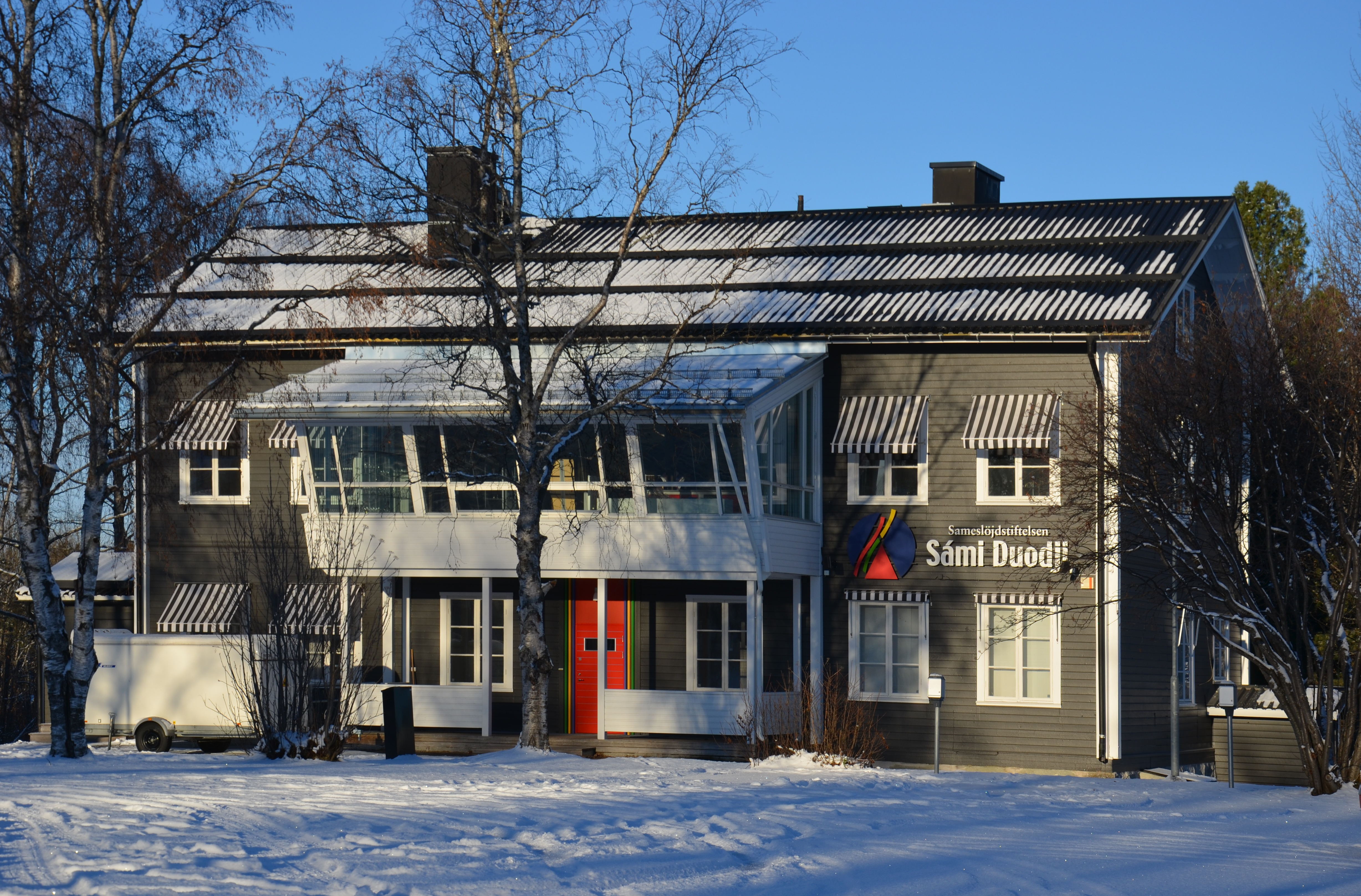
Stiftelsens hus vid Porjusvägen i Jokkmokk.

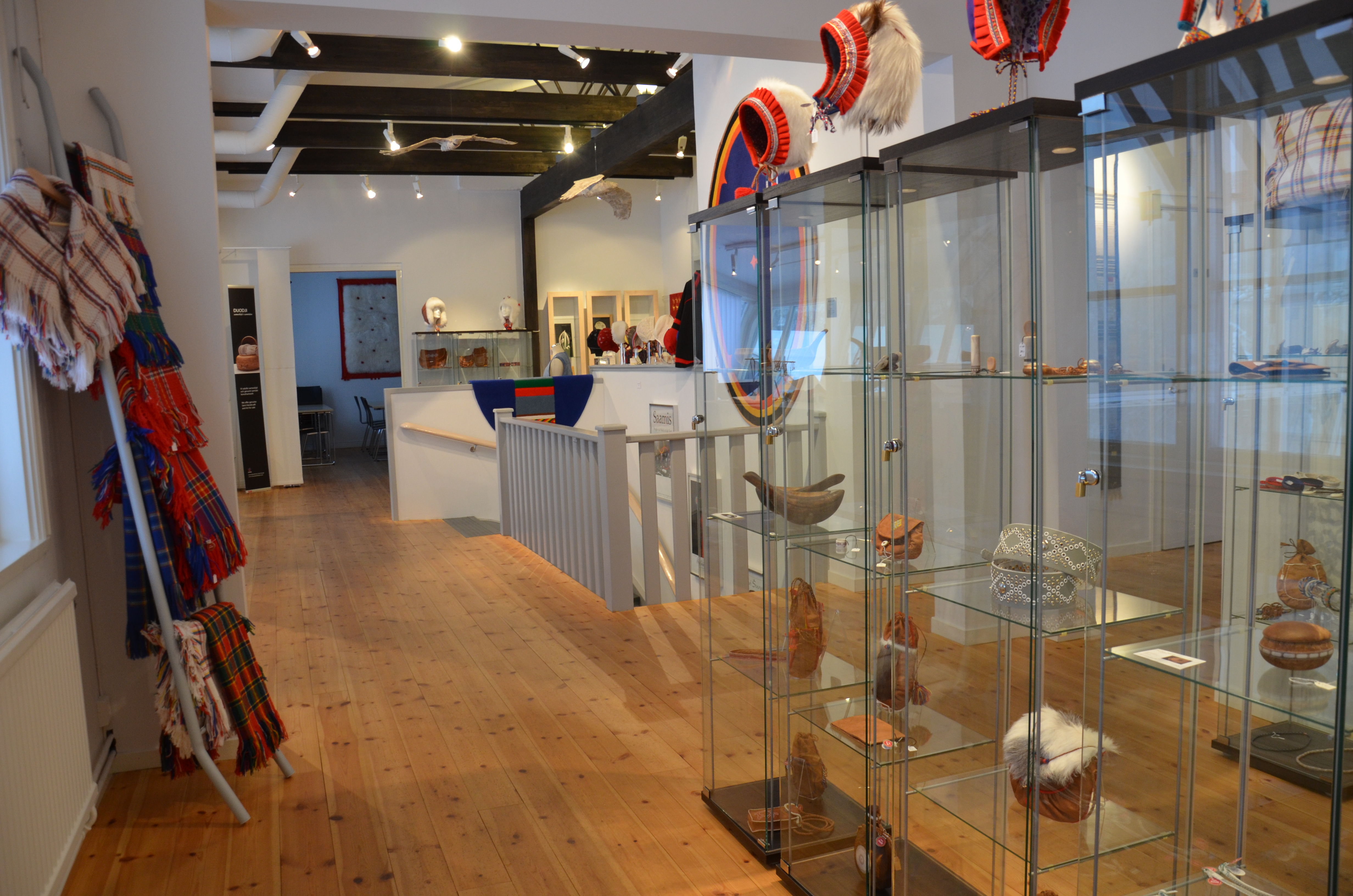
Interiör.

Sameslöjdstiftelsen Sámi Duodji är en svensk stiftelse med syfte att främja samisk slöjd.
Sameslöjdstiftelsen Sámi Duodji bildades 1993 av sameorganisationerna Svenska Samernas Riksförbund och Same Ätnam. Bakgrunden var bland annat att Sveriges riksdag år 1992 beslutat att ge bidrag för att utveckla samisk slöjd. Stiftelse får fortfarande statligt stöd, numera kanaliserat via Sametinget.
Sameslöjstiftelsen verkar för främjandet av sameslöjd bland annat genom tre anställda sameslöjdskonsulenter. Den administrerar också användandet i Sverige av "Duodji-märket", ett varumärke för handgjorda smycken samt bruksprodukter av samiska hantverkare som kläder, redskap, husgeråd och fångstredskap. Märket får användas för både traditionellt tillverkad samisk slöjd och för annat konsthantverk utvecklat i traditionella material och metoder.
Stiftelsen delar ut det årliga Asa Kitok-stipendiet och ger ut informationsbladet Duodjiforum varje kvartal, distribuerat som en bilaga till tidskriften Samefolket.
Ordförande i stiftelsens styrelse är sedan 2008 Ingemar Israelsson och verkställande direktör är sedan 2010 Mari-Ann Nutto. Sámi Duodji har sitt säte i Jokkmokk, där stiftelsen också har en butik.